# Heti Világgazdaság
Pour les articles homonymes, voir HVG.
Heti Világgazdaság (/ˈhɛti ˈvilaːggɒazdɒʃaːg/, HVG) est un hebdomadaire hongrois fondé en 1979 par des réformateurs du Parti socialiste ouvrier hongrois (Magyar Szocialista Munkáspárt, MSzMP).
Il s'agit désormais d'un hebdomadaire indépendant d'inspiration libérale de gauche. Son nom signifie « Économie hebdomadaire du monde ».